# Omalodes simplex
Omalodes simplex är en skalbaggsart som beskrevs av Lewis 1908. Omalodes simplex ingår i släktet Omalodes och familjen stumpbaggar. Inga underarter finns listade i Catalogue of Life.